# Paul (Idaho)
Paul es una ciudad ubicada en el condado de Minidoka en el estado estadounidense de Idaho. En el Censo de 2010 tenía una población de 1169 habitantes y una densidad poblacional de 692,26 personas por km².

## Geografía
Paul se encuentra ubicada en las coordenadas 42°36′20″N 113°47′4″O / 42.60556, -113.78444. Según la Oficina del Censo de los Estados Unidos, Paul tiene una superficie total de 1.69 km², de la cual 1.65 km² corresponden a tierra firme y (2.3%) 0.04 km² es agua.

## Demografía
Según el censo de 2010, había 1169 personas residiendo en Paul. La densidad de población era de 692,26 hab./km². De los 1169 habitantes, Paul estaba compuesto por el 76.65% blancos, el 0% eran afroamericanos, el 0.94% eran amerindios, el 0.77% eran asiáticos, el 0% eran isleños del Pacífico, el 18.05% eran de otras razas y el 3.59% pertenecían a dos o más razas. Del total de la población el 28.49% eran hispanos o latinos de cualquier raza.